# Chiesa di San Martino (Berlino)
La chiesa di San Martino (in tedesco St.-Martin-Kirche) è una chiesa cattolica di Berlino, posta nel centro del quartiere satellite denominato «Märkisches Viertel».
Importante esempio di architettura moderna, è posta sotto tutela monumentale (Denkmalschutz).

## Storia
La chiesa fu costruita dal 1972 al 1973 su progetto di Werner Düttmann, per servire le necessità spirituali del Märkisches Viertel, il nuovo grande quartiere satellite sorto in quegli anni alla periferia nord di Berlino.

## Caratteristiche
La chiesa è posta all'angolo sud-occidentale di una piazza che costituisce il nucleo del centro civico del quartiere, ed è fiancheggiata da edifici culturali, sportivi e commerciali.
Esternamente si presenta come un grande solido in cemento, privo di aperture; la funzione dell'edificio è segnalata dall'alto campanile, traforato da una croce per lato.
La pianta, a croce latina di forma irregolare, deriva dalla disposizione dello spazio interno, con tre dei quattro bracci della croce occupati dalle panche dei fedeli poste a corona intorno all'altare centrale. Il pavimento dei tre bracci degrada verso il presbiterio, consentendo una maggiore visibilità dei fedeli verso il celebrante; il soffitto, al contrario, ha altezza massima in corrispondenza del presbiterio, consentendone una maggiore illuminazione.
Il carattere dello spazio interno, contemporaneamente astratto e dinamico, rimanda alla cappella di Ronchamp, nota opera corbuseriana che ebbe un importante influsso sulla progettazione degli edifici ecclesiastici moderni; può essere anche letto come un'ulteriore passo della ricerca architettonica di Düttmann, a cui si deve anche la chiesa di Sant'Agnese nel quartiere di Kreuzberg. Fra le opere d'arte, rilevanti un dipinto di Johannes Grützke raffigurante San Martino (1980), una Via Crucis di Jakob Adlhart (1985) e un fonte battesimale di Hubert Elsässer (1986).

### Fonti
- (DE) Christine Goetz e Matthias Hoffmann-Tauschwitz, Kirchen Berlin Potsdam, Berlino, Morus Verlag e Wichern-Verlag, 2003,  pp. 217-218, ISBN 3-87554-368-8.
- (DE) Kerstin Wittmann-Englert, Kath. St. Martin-Kirche, in Adrian von Buttlar, Kerstin Wittmann-Englert e Gabi Dolff-Bonekämper (a cura di), Baukunst der Nachkriegsmoderne. Architekturführer Berlin 1949–1979, Berlino, Dietrich Reimer, 2013,  pp. 32-33, ISBN 978-3-496-01486-7.

### Testi di approfondimento
- (DE) Gebhard Streicher e Erika Drave, Berlin. Stadt und Kirche, Berlino (Ovest), Morus, 1980,  pp. 86-89, 163-164, 236, ISBN 3-87554-189-8.
- (DE) Haila Ochs (a cura di), Werner Düttmann. Verliebt ins Bauen, Basilea, Berlino, Birkhäuser, 1990,  pp. 156-167, ISBN 3-7643-2413-9.
- (DE) Architekten- und Ingenieur-Verein zu Berlin (a cura di), Berlin und seine Bauten VI - Sakralbauten, Berlino, Ernst, 1997,  pp. 255, 428, ISBN 3-433-01016-1.